# سنگ‌نگاره ثلاث باباجانی
سنگ‌نگارۀ ثلاث باباجانی یا سنگ‌نگارۀ دَروَن‌دُهُل به دو نقش‌برجسته اشاره دارد که در کوه‌های شهرستان ثلاث باباجانی حد فاصل ازگله و سرپل زهاب واقع شده‌است. این نقش‌برجسته در اسفند ۱۳۹۷ شناسایی شد و قدمت آن‌ حدود چهار هزار سال تخمین زده شده‌است.
 این اثر در تاریخ ۱۵ بهمن ۱۳۹۸ به‌عنوان یکی از آثار ملی ایران به ثبت رسیده‌است.

## شناسایی نقش‌برجسته
در زمستان ۱۳۹۷ یوسف کرمی از مردم بومی منطقۀ ثلاث باباجانی متوجه وجود نقش‌برجسته‌ای در کوه‌های منطقه شده و شهرام علی‌یاری کارشناس باستان‌شناسی ادارۀ کل میراث فرهنگی را از وجود آن مطلع کرد.
 سه روز بعد سجاد علی‌بیگی و شهرام علی‌یاری از این نقش‌برجسته دیدن کرده‌ و مستندنگاری و پژوهش دربارۀ آن‌ها را آغاز کردند. آن‌ها بلافاصله مقاله‌ای با عنوان «نقوش برجستۀ نویافتۀ در دامنۀ کوه بمو (استان کرمانشاه)» نوشتند و در شانزدهمین گردهمایی سالانۀ باستان‌شناسی ایران که در روزهای ۱۴ تا ۱۶ اسفند ۱۳۹۷ در سالن همایش‌های موزۀ دوران اسلامی موزۀ ملی ایران برگزار شد، ارائه کردند.

## موقعیت
دو نقش‌برجستۀ ثلاث باباجانی در منطقه‌ای کوهستانی و صعب‌العبور، بر روی یک صخرۀ فروافتاده در دامنۀ جنوبی کوه بمو، در کرانۀ شمالی رودخانۀ هواسان در میان نیزارها واقع شده‌است.

نقش‌برجسته‌ها در مکانی حدفاصل روستای متروکۀ شاه‌بلد شیخ‌حسین و روستای دَروَن دُهُل در بخش ازگلۀ شهرستان ثلاث باباجانی در ۳۸ کیلومتری شمال سرپل ذهاب، در ۹ کیلومتری جنوب شرق دربند بهلوله و ۶/۷ یلومتری جنوب غربی سرآب سَی‌خان قرار دارند. نقش‌برجسته‌ها در فاصلۀ ۷۰۵۰ متری جنوب‌غربی ازگله، ۲۶۰۰ متری شمال غرب روستای داری‌زنگنه، ۱۱۰۰ متری شمال غرب شاه‌بلد شیخ‌حسین، ۱۴۰۰ متری شرق روستای کوزه‌کُت و ۱۵۰۰ متری جنوب روستای دَروَن‌دُهُل قرار دارند. راه دسترسی به آن‌ها خاکی است.

## قدمت
بر اساس شباهت این سنگ‌نگاره‌ها با دیگر آثار کشف‌شدۀ قبلی احتمال داده شده که نقش برجسته مربوط به اوایل هزارۀ دوم پیش از میلاد و دوران پادشاهی «ایدین سین» حاکم دولت «سیموروم» باشد.

## موضوع نقش‌ها
یکی از نقش‌برجسته‌ها پیروزی شاهی را نمایش می‌دهد که اسیری را زیر پای خود انداخته و آن شخص در حال التماس کردن به شاه نشان داده شده است. شاه دامنی کوتاه به تن دارد و شیئی نوک‌تیز را در دست راست خود گرفته است. در این نقش‌برجسته همچنین نمادهای مذهبی رایج در بین‌النهرین مانند هفت گوی و یک ماه و ستاره نیز حجاری شده است.

در نقش برجستۀ دوم که چند متر پائین‌تر از نقش اول قرار دارد، یک شاه به‌صورت تمام‌قد با لباس بلندِ یقه‌هفت حجاری شده‌است. شاه روی لباس خود کمربندی دارد که در زیر آن شیئی مانند گرز دیده می‌شود. در دست راست او شیئی با دو سر مخروطی دیده می‌شود. طرز قرار گفتن دست چپ شاه و مقایسۀ آن با سایر نقوش برجستۀ هم‌دوره‌اش نشان می‌دهد که احتمالاً شاه کمانی را در دست چپ خود گرفته است.
احتمال داده شده که این نقش‌برجسته‌ها به صحنۀ پیروزی «ایدین سین» حاکم دولت «سیموروم» مربوط باشد. این احتمال با توجه به این مسئله مطرح شده که قبلاً در فاصلۀ بین سرپل ذهاب تا سلیمانیه در کردستان عراق، چند نقش‌برجستۀ مشابه دیگر کشف شده که برخی از آن‌ها متعلق به این پادشاه بوده‌است.

از جمله کتیبه‌های نقش‌برجستۀ شماره ۳ سرپل ذهاب و سنگ یادمان «بیت واته» احتمالاً به «ایدین سین شاه سیموروم» یا «آنزابازونا» تعلق دارند که در اواخر هزارۀ سوم قبل از میلاد تا اوایل هزارۀ دوم قبل از میلاد در منطقۀ دیاله در شرق دجله و عراق امروزی حکومت می‌کرده‌اند. این پادشاه بارها به زاگرس لشکرکشی کرده و احتمالاً این دو نقش برجسته، یادمان‌هایی برای پیروزی سپاه او بر ساکنان دامنۀ زاگرس است.

## آسیب‌ها
نقش‌برجسته‌های ثلاث باباجانی در حالی کشف شد که قسمتی از یکی از آن‌ها در اثر زلزلۀ سال ۱۳۹۶ و ریزش کوه دچار شکستگی شده‌بود. با این حال کارشناسان میراث فرهنگی این آسیب را قابل مرمت دانستند
 و سجاد علی‌بیگی باستان‌شناس و پژوهشگر نیز اظهار داشت با توجه به قدیمی نبودن این آسیب، می‌توان هر چه زودتر برای این نقش‌برجسته طرح مرمتی تهیه و نسبت به حفاظت و مرمت آن اقدام کرد.

### تخریب نقوش‌برجسته
تنها دو روز پس از اعلام خبر کشف نقش‌برجستۀ ثلاث باباجانی، خبری مبنی بر تخریب عمدی آن توسط افراد ناشناس منتشر شد. در ۱۶ شهریور ۱۳۹۸ مدیرکل وقت میراث فرهنگی استان کرمانشاه این خبر را تأیید کرد و گفت با توجه به وجود ۴۲۰۰ اثر باستانی در استان کرمانشاه و استخدام تنها ۲۵ نفر به‌عنوان نیروی یگان حفاظت، ادارۀ متبوع وی نمی‌تواند برای هر اثر یک محافظ بگذارد. وی گفت نقش‌برجسته در اسفند ۱۳۹۷ کشف شده و اعلام خبر کشف آن تا شهریور ۱۳۹۸ به تأخیر افتاده تا مانع از دستبرد سودجویان شود و تخریب آن نیز دو ماه پیش صورت گرفته و اکنون اعلام می‌شود.
تخریب عمدی نقش‌برجسته‌های ثلاث باباجانی با اعتراض شهاب نادری نمایندهٔ پاوه، جوانرود، ثلاث باباجانی و روانسر در مجلس دهم نیز همراه شد. در ۲۳ شهریور ۱۳۹۸ نادری نایب‌رئیس فراکسیون گردشگری مجلس شورای اسلامی از بررسی علت تخریب نقش‌برجسته توسط اعضای فراکسیون گردشگری مجلس خبر داد و وعده داد که به زودی وزیر میراث فرهنگی، صنایع دستی و گردشگری، به مجلس فراخوانده خواهد شد تا در این رابطه توضیح دهد.
در ۲۹ شهریور علی‌اصغر مونسان وزیر وقت میراث‌فرهنگی، گردشگری و صنایع‌دستی در تماس با مدیرکل میراث فرهنگی استان کرمانشاه دستور داد اقدامات مرمتی فوری درخصوص سنگ‌نگارۀ آسیب‌دیده انجام شود. او به ایسنا گفت افراد سودجو بخشی از اثر را جدا کرده بودند که بلافاصله شناسایی شدند و بخش جداشده نیز در اختیار میراث فرهنگی قرار گرفته است. در ۳۰ شهریور ۱۳۹۸ مدیرکل میراث فرهنگی استان کرمانشاه وعده داد که به دستور وزیر میراث فرهنگی، صنایع‌دستی و گردشگری، نقش‌برجستۀ ثلاث باباجانی مرمت خواهد شد و تیم پژوهشگران دانشگاه ساپینزای ایتالیا نیز آن را مستندنگاری خواهند کرد.

## ثبت در میراث ملی
در شهریور ۱۳۹۸ مدیرکل میراث فرهنگی، گردشگری و صنایع دستی استان کرمانشاه اهمیت این نقش برجسته را به اندازۀ سنگ‌نگاره آنوبانی‌نی دانست و از در دست اقدام بودن ثبت ملی این اثر و اقدامات مرمتی و حفاظتی خبر داد.
 نهایتاً ثبت آن در فهرست آثار ملی ایران در جلسۀ ثبت آثار غیرمنقول در تاریخ ۱۵ بهمن ۱۳۹۸ انجام شد.

## مرمت و اقدامات حفاظتی
به گفتۀ مدیرکل میراث فرهنگی استان کرمانشاه مطالعات اولیه و اسکن لیرزی در زمان کشف اثر انجام شده است. به دنبال تخریب نقش‌برجستۀ ثلاث باباجانی اقدامات مرمتی و حفاظتی برای نگهداری آن انجام شد. در مرحلۀ اول مرمت اضطراری که توسط استادکاران پژوهشگاه میراث فرهنگی در آبان ۱۳۹۸ انجام شد این کتیبه به شکل اولیه‌اش بازگردانده شد. در مرحلۀ دوم مرمت اکار استحکام‌بخشی به کتیبه انجام شد و شکاف‌ها و آسیب‌دیدگی‌هایی که در طول زمان‌ و ادوار گذشته به دلیل شرایط جوی و به‌ویژه زلزلۀ آبان ۱۳۹۶ ایجاد شده‌بود، ترمیم شد. مرحلۀ سوم نیز در اسفند ۱۳۹۸ به استحکام‌بخشی، رفع آسیب‌دیدگی‌ها و جرم‌گیری اختصاص داشت. در اردیبهشت ۱۳۹۹ اعلام شد که کار خواناسازی و مرمت نقش‌برجسته‌ها پس از ۸ ماه به پایان رسیده است. به گفتۀ مسئول بخش تزئینات معماری پژوهشکدۀ حفاظت و مرمت آثار فرهنگی-تاریخی مقاوم‌سازی شکستگی‌های عمیق با مفتول‌های استیلی ترمیم شده و سپس این مناطق و بخش‌های تخریب‌شده با استفاده از ترکیب رزین‌های اپوکسی و مواد معدنی پر شده و سطح مقطع اثر پوشانده شده و در ادامه بخش‌های از بین رفته و فرم کلی اثر خواناسازی و پرداخت شده تا به فرم و رنگ اصلی نزدیک شود. همچنین سطح اثر پاکسازی و یک آب‌چکان برای منحرف کردن مسیر آب روی نقش‌برجسته ساخته شده تا آب باران آسیب کمتری به اثر برساند. با این وجود برای احترام به فرم کوهستان و ساختار طبیعی بستر صخره‌ای اثر، از نصب حفاظ صرف‌نظر شده‌است.